# Fürst Donnersmarck-Stiftung
Die Fürst Donnersmarck-Stiftung zu Berlin (FDST) gestaltet Angebote mit und für Menschen mit Behinderung. Ziel der Stiftung ist die Unterstützung zu einer selbstbestimmten Lebensführung.
Die Gründung der FDST geht auf Guido Henckel von Donnersmarck zurück. Angesichts der dramatischen Folgen des Ersten Weltkriegs stiftete er 1916 ca. 250 Hektar Land in Berlin-Frohnau und vier Millionen Goldmark für die Versorgung von Kriegsversehrten. Dieses Vermögen war für die Einrichtung „einer Kur- und Heilanstalt für die verwundeten und Erkrankten Krieger“ und einer „Forschungsstätte für die wissenschaftliche Verarbeitung und therapeutische Verwertung“ der im Ersten Weltkrieg „gesammelten ärztlichen Erfahrungen“ gedacht.
Das operative Geschäft konnte die FDST jedoch erst zu Beginn der 1950er Jahre aufnehmen. Heute setzt die FDST den Stiftungszweck in den drei Arbeitsbereichen Neurologische Rehabilitation/Wohnen/Assistenz, Touristik/Reisen sowie Freizeit/Bildung/Beratung um. Sie betreibt hierzu das P.A.N. Zentrum für Post-Akute Neurorehabilitation in Berlin-Frohnau, einen Ambulanten Dienst und ein Ambulant Betreutes Wohnen für Menschen mit Behinderung in mehreren dezentralen Wohneinheiten in Berlin, zwei barrierefreie Hotels in Rheinsberg und Bad Bevensen sowie die „Villa Donnersmarck“ als Begegnungszentrum für Menschen mit und ohne Behinderung in Berlin-Zehlendorf. Seit 2006 lobt das Kuratorium der Stiftung den Internationalen Forschungspreis der Fürst Donnersmarck-Stiftung für die neurologische Rehabilitation aus. Die FDST beschäftigte rund 650 Mitarbeiter und hat ein Vermögen von rund 180 Millionen Euro.

## Geschichte

### Tätigkeit der Stiftung bis 1945

Guido und Rina von Donnersmarck inmitten von Kriegsverletzten des Vereinslazaretts Frohnau

Der Ursprung der Stiftung liegt in Berlin-Frohnau. Guido von Donnersmarck erwarb dort 1907 einen Teil der Stolper Heide, um die „Gartenstadt Frohnau“ zu errichten. In der Zeit bis zum Ersten Weltkrieg entstanden die ersten Straßen, Häuser und der Bahnhof Frohnau. Unmittelbar nach dem Ausbruch des Kriegs richtete Guido von Donnersmarck an dieser Stelle ein Lazarett für Kriegsverletzte ein. Sie sollten hier nicht nur versorgt, sondern durch Therapien, Ausbildungen und Stellenvermittlung auf ein möglichst selbstbestimmtes Leben nach ihrer Entlassung vorbereitet werden.
Das anhaltende Kriegsgeschehen verdeutlichte, dass die medizinische Versorgung der Verwundeten auch nach dem Kriegsende eine drängende Aufgabe bleiben würde. Deswegen entschied sich Guido von Donnersmarck einen dauerhaften Beitrag zur Versorgung der Kriegsversehrten durch Gründung einer Stiftung zu leisten. Mit Unterstützung seines Leibarztes Max Berg und dem Chef des preußischen Feldsanitätswesens, Otto von Schjerning, wendete er sich an Wilhelm II. Die notarielle Gründung erfolgte am 8. Mai 1916.
In den ersten Nachkriegsjahren blieb die Stiftung unter dem Vorsitz Otto von Schjernings wegen des Verlusts ihres Stiftungskapitals durch die Hyperinflation inaktiv. Nur die von der FDST geförderte Publikation des neunbändigen „Handbuchs der ärztlichen Erfahrungen im Weltkriege“ fällt in diese Zeit. Während des Nationalsozialismus gab es Versuche die Stiftung aufzulösen. Nur durch eine Kooperation mit dem Reichsluftfahrtministerium, dem die FDST einen Teil ihres Geländes in Frohnau übereignete, konnte sie diese verhindern.

### Tätigkeit der Stiftung nach dem Zweiten Weltkrieg
Nach dem Zweiten Weltkrieg löste sich die FDST von der militärärztlichen Tradition. Laut der ersten Nachkriegsverfassung des Jahres 1949 setzt sich die Stiftung nun die „Rehabilitation, Betreuung, Unterstützung und Förderung“ von Menschen mit Behinderung zum Ziel.
Um den Stiftungszweck zu verwirklichen, begann das Kuratorium in den folgenden Jahren damit, den Grundbesitz im Frohnauer Waldgelände schrittweise zu veräußern. 1973/74 wurde einen Großteil des Frohnauer Waldgeländes an das Land Berlin verkauft. Die Einnahmen wurden damals in den Erwerb von Wohnimmobilien reinvestiert, was bis heute die finanzielle Unabhängigkeit der Stiftung garantiert. Die aus diesem Vermögen erwirtschafteten Gelder sind Grundlage ihrer Aktivitäten in den Arbeitsbereichen Freizeit, Bildung und Beratung, Rehabilitation und Touristik.

#### Der Arbeitsbereich Freizeit, Bildung und Beratung

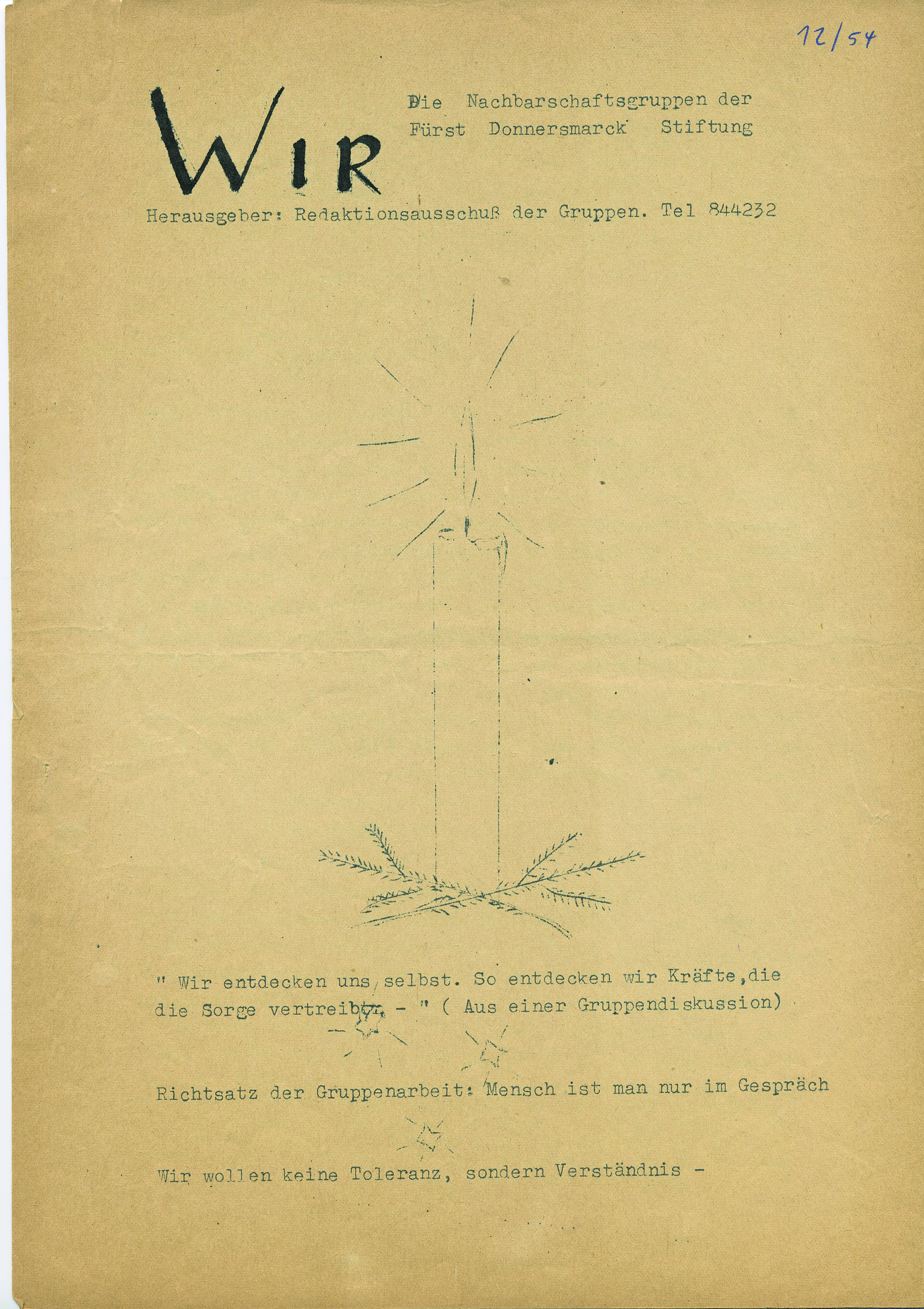
Cover der ersten WIR-Ausgabe vom Dezember 1954

Der Bereich „Freizeit, Bildung und Beratung“ ist der älteste der FDST. Er geht auf sozialpädagogische Gruppenarbeit zurück, die seit Anfang der 1950er Jahre in Berliner Nachbarschaftsheimen aufgenommen wurde. Im Sommer 1960 erwarb die FDST für die weitere Arbeit in Berlin-Zehlendorf die später so genannte Villa Donnersmarck, Schädestraße die seit ihrem Barrierefreien Umbau ein inklusives Freizeit-, Bildungs- und Beratungszentrum für Menschen mit und ohne Behinderung darstellt.
Im Jahr 1980 eröffnete die „blisse 14“, das erste vollständig barrierefreie Café in Berlin, das die Stiftung bis zum Jahr 2000 betrieb. An das Cafe angegliedert war das Sozialtherapeutisches Zentrum, in dem künstlerische und therapeutische Kurse für Menschen mit und ohne Behinderung angeboten wurden.
Bereits seit 1952 erscheint die Zeitschrift WIR, die von einer ehrenamtlichen Redaktion aus Menschen mit Behinderungen und Mitarbeitern der Stiftung herausgegeben wird.

#### Der Arbeitsbereich Touristik

Reisegruppe der Fürst Donnersmarck-Stiftung in New York

Bereits 1955 nahm die FDST ihre Arbeit im Bereich Touristik auf. Damals organisierte Paul Neukirchen die erste „Fahrt des guten Willens“, eine Erholungsreise für Menschen mit Behinderung nach Oerlinghausen bei Bielefeld. Die Schwierigkeiten barrierefreie Unterkünfte für die Reiseteilnehmer zu finden veranlassten die FDST ab Mitte der 1960er Jahre selbst ein barrierefreies Gästehaus zu schaffen. Zu diesem Zweck wurde in Bad Bevensen 1972 das Heidehotel Bad Bevensen eröffnet. Seit 2001 betreibt die FDST mit dem Seehotel Rheinsberg ein zweites barrierefreies Hotel in den neuen Bundesländern.
Um die Aufmerksamkeit für die Belange von Menschen mit Behinderung zu erhöhen, veranstaltete die Stiftung in den 1960er Jahren mehrere Fernreisen. Sie führten unter anderem nach Israel, Griechenland, in die USA und nach Thailand.

#### Der Arbeitsbereich Rehabilitation
Die Ursprünge des Arbeitsbereichs Rehabilitation gehen nicht auf die FDST, sondern auf den „Verein zur Förderung evangelischer Heime für körperbehinderte Menschen“ zurück. Anfang der 1960er Jahre errichtete dieser auf dem Stiftungsgrundstück in Frohnau ein Heim für polioerkrankte Kinder. Dieses wurde 1964 aufgrund wirtschaftlicher Probleme von der FDST übernommen und als Fürst Donnersmarck-Haus (FDH) weiter betrieben und ausgebaut. In den 1980er und 1990er Jahren wurde das FDH schrittweise zu einer spezialisierten Einrichtung für Menschen mit neurologischem Rehabilitationsbedarf. Um 2005 wurde zu diesem Zweck das P.A.N. Zentrum für Post-Akute Neurorehabilitation ins Leben gerufen, das seit 2015 in einem Neubau die Verbindung zwischen der medizinischen Akutversorgung nach einer Schädigung des zentralen Nervensystems und einer teilhabeorientierten Langzeitrehabilitation herstellt.
Parallel zur inhaltlichen Konzentration auf die Rehabilitation von Menschen mit erworbener Hirnschädigung verlief seit den 1970er Jahren der Prozess der Ambulantisierung der stationären Wohnangebote. Bereits 1977 zogen die ersten Bewohner des FDH in eine Heimaußenwohngruppe. Zwei Jahre später eröffnete die FDST in der Blissestraße 12 eine erste Wohngemeinschaft für Menschen mit Behinderung. Durch die Gründung weiterer Außenwohngruppen wurde das Betreute Wohnen in den folgenden Jahrzehnten zusehends ausgebaut und durch ein Programm zum Wohnen mit Intensivbetreuung (WmI) ergänzt. Dieses richtet sich an Menschen mit hohem Unterstützungsbedarf. Der Ambulante Dienst der FDST engagiert sich zudem in der „Unterstützung bei der Entwöhnung von Beatmung“, bei der Menschen, die nach einem Unfall oder einer schweren Erkrankung auf Beatmungsgeräte oder eine Trachealkanüle angewiesen sind, erneut das selbständige Atmen üben.